# Mandagomphodon
Mandagomphodon — вимерлий рід траверсодонтидних цинодонтів із середнього тріасу Танзанії. Типовий вид Mandagomphodon hirschsoni був названий Кромптоном у 1972 році як вид, що належить до Scalenodon. Пізніші дослідження, включаючи філогенетичний аналіз траверсодонтидних зв’язків у 2003 році, не виявили, що види Scalenodon з формації Manda утворюють єдину кладу, що означає, що багато з них не можна віднести до роду. Дослідження показало, що S. hirschsoni має більше спільного з іншими траверсодонтидами, такими як Luangwa. S. attridgei розглядався як можливий синонім S. charigi, який також був лише віддаленим спорідненістю з S. angustifrons. Тому в 2013 році Джеймс А. Хопсон дав нову родову назву Mandagomphodon для S. hirschsoni.